# Stags Leap District AVA
Stags Leap District AVA (anerkannt seit dem 27. Januar 1989) ist ein Weinbaugebiet im US-Bundesstaat Kalifornien und ist Teil der überregionalen Napa Valley AVA. Das Gebiet liegt ca. 10 km nördlich der Stadt Napa. Der Name „Stag’s Leap“ bedeutet „Hirschsprung“ und geht auf eine Legende der früher im Napa Valley beheimateten Wappo Indianer zurück. Von einer felsigen Anhöhe mitten im Tal sei ein Hirsch seinen Jägern durch einen mutigen Sprung entkommen. Felszeichnungen des Hirsches aus alter Zeit sind noch zu finden. Der Stags Leap District war die erste Appellation Kaliforniens, die ausschließlich auf der Grundlage einer bestimmten Bodenbeschaffenheit geschaffen wurde und somit dem Begriff des Terroirs entsprach. Die Böden entstanden hier vor 10 Millionen Jahren und bestehen sowohl aus Lehm und Ton, der vom nahegelegenen Napa River angeschwemmt wurde, als auch durch erodiertem Vulkangestein der Vaca Mountains.
Bekannt ist Stags Leap District besonders für sortenreine Weine der Rebsorte Cabernet Sauvignon. Bei der 1976 durchgeführten Weinjury von Paris belegte ein Cabernet-Wein des Jahrgangs 1973 des Weinguts Stag’s Leap Wine Cellars von Warren Winiarski den ersten Platz in der Kategorie Rotwein und verwies namhafte Weingüter aus dem Bordeaux auf die hinteren Ränge.